# NGC 571
NGC 571 est une galaxie spirale située dans la constellation des Poissons. NGC 571 a été découverte par l'astronome prussien Heinrich d'Arrest en 1864.

## Caractéristiques
Sa vitesse par rapport au fond diffus cosmologique est de 4 378 ± 20 km/s, ce qui correspond à une distance de Hubble de 64,6 ± 4,5 Mpc (∼211 millions d'al).
NGC 571 présente une large raie HI.
En raison d'une brillance de surface égale à 14,27 mag/am2, on peut qualifier NGC 571 de galaxie à faible brillance de surface (LSB en anglais pour low surface brightness). Les galaxies LSB sont des galaxies diffuses (D) avec une brillance de surface inférieure de moins d'une magnitude à celle du ciel nocturne ambiant.

## Groupe de NGC 507
NGC 571 fait partie du groupe de NGC 507. Ce vaste groupe comprend au moins 42 galaxies dont 21 figurent au catalogue NGC et 5 au catalogue IC. Quatre membres de ce groupe sont aussi des galaxies de Markarian. La plus brillante de ces galaxies est NGC 507 et la plus grosse NGC 536.